# سفر مردان خاکستری
سفر مردان خاکستری فیلمی به کارگردانی  و نویسندگی امیرشهاب رضویان ساختهٔ سال ۱۳۸۰ است.

## بازیگران
- رضا شیخی
- احمد خمسه
- احمد بیگدلی
- علی شاهسون
- رابعه مدنی
- سیدمیرزا رضویان
- حسن نیکنام
- حمیدرضا ذکاوت